# Albion Online
Albion Online je free-to-play středověká fantasy MMORPG vyvinutá společností Sandbox Interactive, herním studiem se sídlem v Berlíně.
Hra byla původně vydána 17. července 2017 pro Windows, macOS a Linux, a později byla rozšířena na iOS a Android dne 9. června 2021.

## Hratelnost
Hra se zaměřuje na systém bez tříd, kde vybavení, které si hráč zvolí, určuje jeho schopnosti a způsob hraní. Hráči mohou vykonávat různé aktivity ve světě Albionu, aby získali Fame , což funguje podobně jako zkušenosti (EXP) v jiných MMORPG.
Fame se používá k vylepšení dovedností, jako je zdatnost s konkrétními zbraněmi. Čím více hráč používá některou zbraň či vybavení, tím vyšší IP (Item Power) má a tím lepší se stává. Dosáhnutí určité úrovně zdatnosti (označované jako „spec“) umožňuje hráči používat vyšší úroveň stejné třídy zbraní.
Předměty v Albion Online mají osm úrovní. Síla předmětu (IP) se zvyšuje s úrovní. Předměty mohou být také vylepšeny, což jim přidává více IP, ale jejich úroveň se nezmění. Maximální počet vylepšení je 4. 
Hra nabízí rozsáhlou otevřenou mapu, kterou mohou hráči prozkoumávat. Různé PvP zóny nabízejí různé úrovně rizika a odměny, včetně žlutých, červených a černých zón; červené a černé zóny představují velké riziko, po smrti v nich ztratíte veškeré vybavení které máte v inventáři a vybavené na své postavě. Také existují zelené zóny, které jsou pouze PVE a hráči zde na sebe nemůžou útočit.
Ekonomika hry je plně řízena hráči. Všechny vybavení a předměty jsou vyráběny jinými hráči. Hra nabízí jak PvE, tak PvP zážitky. Hra také nabízí města, ve kterých jsou volné stavební pozemky, které si hráči můžou zakoupit a postavit na nich budovy. Hra také nabízí možnost si zakoupit svůj vlastní ostrov, na kterém můžete stavět budovy. 
Hráči se mohou připojit k cechům ("guild"), které jsou vytvářeny jinými hráči za poplatek. Cechy mohou mít až 300 hráčů a bojovat o území, hrady a další cíle. Tyto rozsáhlé bitvy se nazývají ZvZ (Zerg vs. Zerg). Cechy mohou také vytvářet aliance. Hodně aktivit v této hře je zaměřeno na multiplayer, i když v nedávné době vyšlo i několik aktualizací zaměřených spíše na hráče hrající solo ("samostatně").
Cechy také mají možnost si postavit hideout na určených místech v PVP zónách. Hideout umožňuje cechům mít vlastní místo v zóně PVP, kde jsou v bezpečí a můžou zde uložit svoje věci. Také můžou v hideoutu postavit budovy.
V Albion Online představují městské frakce prvek PvP obsahu, který výrazně ovlivňuje dynamiku hry. Hráči se mohou připojit k jedné ze šesti hlavních frakcí, z nichž každá reprezentuje jedno z královských měst na kontinentu Albion: Thetford, Fort Sterling, Lymhurst, Martlock, Bridgewatch a Caerleon. Kromě těchto městských frakcí existuje i speciální frakce Caerleon, která nabízí unikátní herní styl a odměny.

## Vývoj
Hra byla vyvinuta a vydána berlínským studiem Sandbox Interactive. 
Během beta fází vývoje si hráči mohli zakoupit „Founder's Packs“, které jim umožnily přístup k uzavřeným beta testům. Po vydání hry byly tyto balíčky staženy z prodeje. V prosinci 2015 byl model free-to-play odstraněn z různých důvodů, ale později byl opět zaveden. 
Při počátečním vydání 17. července 2017 nabízela hra výběr „Starter Packs“, které hráčům poskytly přístup do hry a určité množství zlata (herní měny) pro začátek. Po zakoupení kterékoli z těchto balíčků získali hráči neomezený přístup do hry bez dalších povinných poplatků. Dne 10. dubna 2019 se hra stala opět free-to-play. Hráči si mohou také zakoupit prémiový účet za herní měnu (zlato a stříbro).
V dnešní době je hra free-to-play a zaměřuje se na prodej prémiových účtů a kosmetických předmětů.
Původně hra měla pouze jeden server, v Americe.
Dne 20. března 2023 byl otevřen druhý server v Singapuru s názvem „Albion East“, později přejmenovaný na „Albion Asia“.
V dubnu roku 2024 byl vydán server "Albion Europe".
Nejnovější aktualizace s názvem „Rogue Frontier“ byla vydána začátkem únoru 2025 a přinesla další vylepšení zážitku v Outlands, nabízí také nové herní možnosti pro sólové hráče a malé skupiny za pomocí nové mechaniky "Smuggler's Den".